# Pseudolimnophila (Calolimnophila) xanthomelania
Pseudolimnophila (Calolimnophila) xanthomelania is een tweevleugelige uit de familie steltmuggen (Limoniidae). De soort komt voor in het Afrotropisch gebied.